# 平和ハッピースロットル
平和ハッピースロットル（へいわハッピースロットル）は、パチンコ・パチスロ機器製造の平和の一社提供で、ニッポン放送をはじめ、STVラジオ、東北放送、北陸放送、東海ラジオ放送、ABCラジオ、中国放送、KBCラジオの各局でかつて放送されていた賞金稼ぎクイズコーナーのタイトルである。主にナイターオフ期間中の月曜〜金曜の放送だった。
ニッポン放送では松本秀夫（ナイターオフ期間中は「松本ひでお」名義を使用）の司会進行で、「松本ひでおと石川みゆきのヨッ!お疲れさん」（ただし、2001年度は金曜のみ『タモリのヨッ!お疲れさん フライデースペシャル』内で放送）→「ショウアップナイターニュース」→「ショウアップナイターストライク!」（1年目）の番組内18時台後半に放送されていた（最後の半年間は「板東英二のバンバンストライク」の中で毎週土曜日に放送されていた）。
2004年のナイターオフ以降番組のスポンサーであるパチンコの平和は提供枠を移動して若者向け番組「HEIWAリアルビート」（2007年9月30日深夜をもって番組終了）へ移り、ナイターオフの賞金稼ぎクイズコーナーはネットしていた各局の判断に譲った（最後の半年の期間のニッポン放送以外の局には林家たい平の司会進行による内容で放送されていた）。

## ニッポン放送以外の番組タイトル
※いずれも自社制作による
- STVラジオ：クイズ!ハッピースロットル（「牧泰昌のホットスクランブル」に内包）
- 東北放送：平和ハッピースロットル
- 北陸放送：平和ハッピースロットル
- 東海ラジオ放送：平和ハッピースロットル（「ドラゴンズ・ガッツナイト」に内包）
- ABCラジオ：平和スロットルDONDON!!（「ダンディ・エクスプレス」に内包）
- 中国放送：平和ハッピースロットル
- KBCラジオ：平和ハッピースロットル